# أورا لوليتا شافيز لكسكاييك

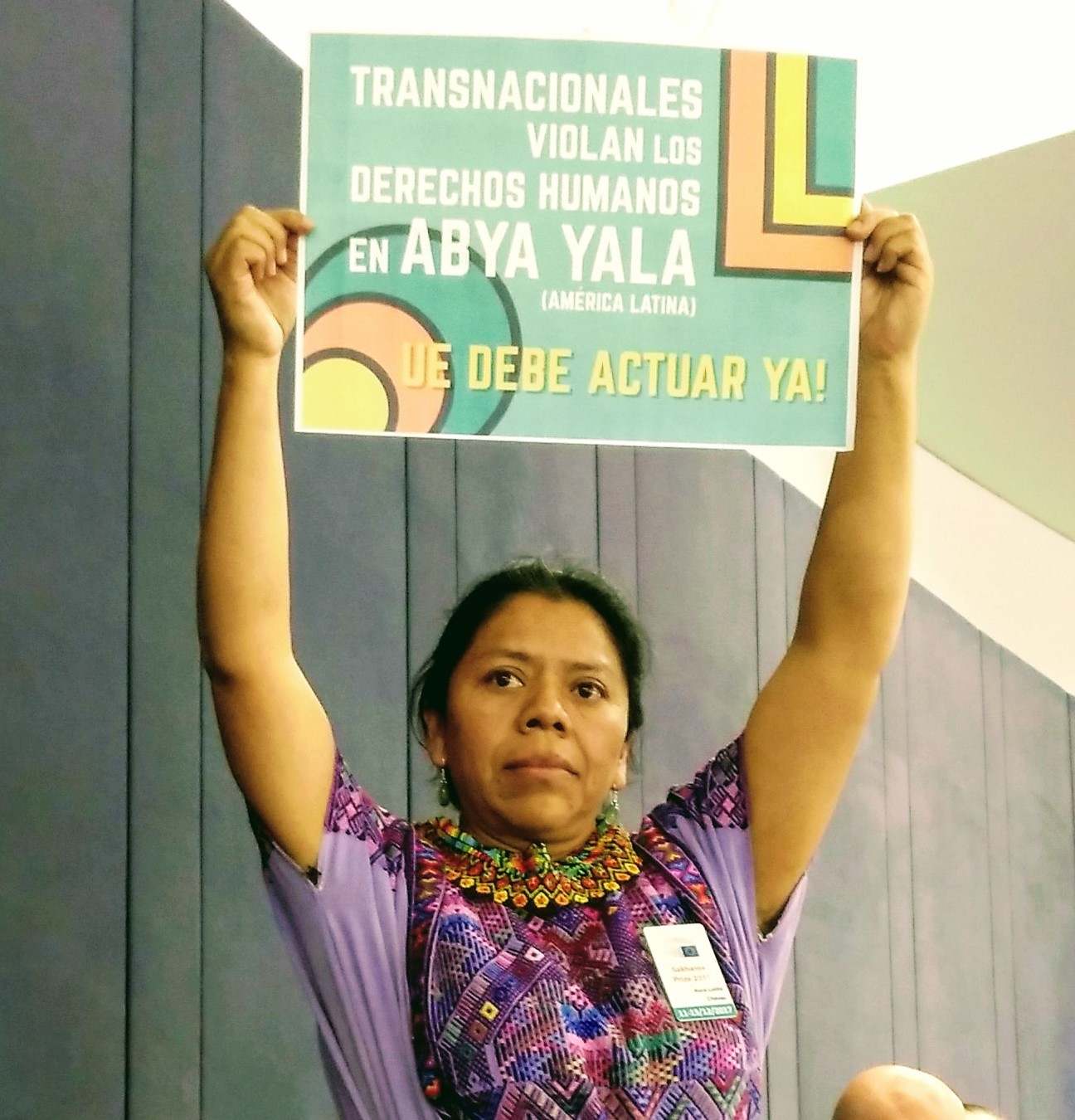
في البرلمان الأوروبي

أورا لوليتا شافيز لكسكاييك (مواليد 1972) ، وتعرف باسم لوليتا، هي ناشطة في مجال حقوق المرأة وزعيمة السكان الأصليين في غواتيمالا، وهي زعيمة دولية في الكفاح من أجل الحفاظ على الموارد الطبيعية. وصلت إلى نهائيات جائزة ساخاروف لحقوق الإنسان عام 2017 عندما كانت تعيش في إقليم الباسك في إسبانيا بسبب تهديدات بالقتل في بلدها.

## حياتها
هي في الأصل من منطقة إل كيتشي، الواقعة في الجهة الغربية من غواتيمالا. وهي عضو في مجلس شعوب كيتشي للدفاع عن الحياة والطبيعة الأم والأرض وأراضي شعب كيتشي حيث تأسس هذا المجلس عام 2007 لمواجهة آثار اتفاقية التجارة الحرة بين جمهورية الدومينيكان وأمريكا الوسطى. تُعرَّف المنظمة بأنها «مجموعة من المجتمعات التي نظمت نفسها للدفاع عن أراضيها، وحقها في تقرير المصير، وكذلك الحق في الحياة الذي ترغب فيها الشعوب الأصلية».
في 4 يوليو 2012، حضرت مظاهرة سلمية ضد رئيس بلدية سانتا كروز ديل كويتشي، وهو عضو حزب باتريوت. في طريق العودة، تعرضت الحافلة التي كانت تستقلها لكمين نفّذه مجموعة من الرجال المسلحين بالمناجل والسكاكين والعصي، ما أسفر عن إصابة أربع نساء. في 7 يونيو 2017، هاجمتها وبعضَ أعضاء المجلس مجموعةٌ من المسلحين وأجبرتهم على الفرار. تلقّت تهديدًا بالقتل. بين عامي 1960 و 1996 خلال الحرب الأهلية في غواتيمالا، تعرّض شعب كينتشي للإبادة الجماعية. 
تلقّت تهديدات بالقتل في بلدها، لهذا السبب تعيش في إقليم الباسك في إسبانيا منذ عام 2017.  

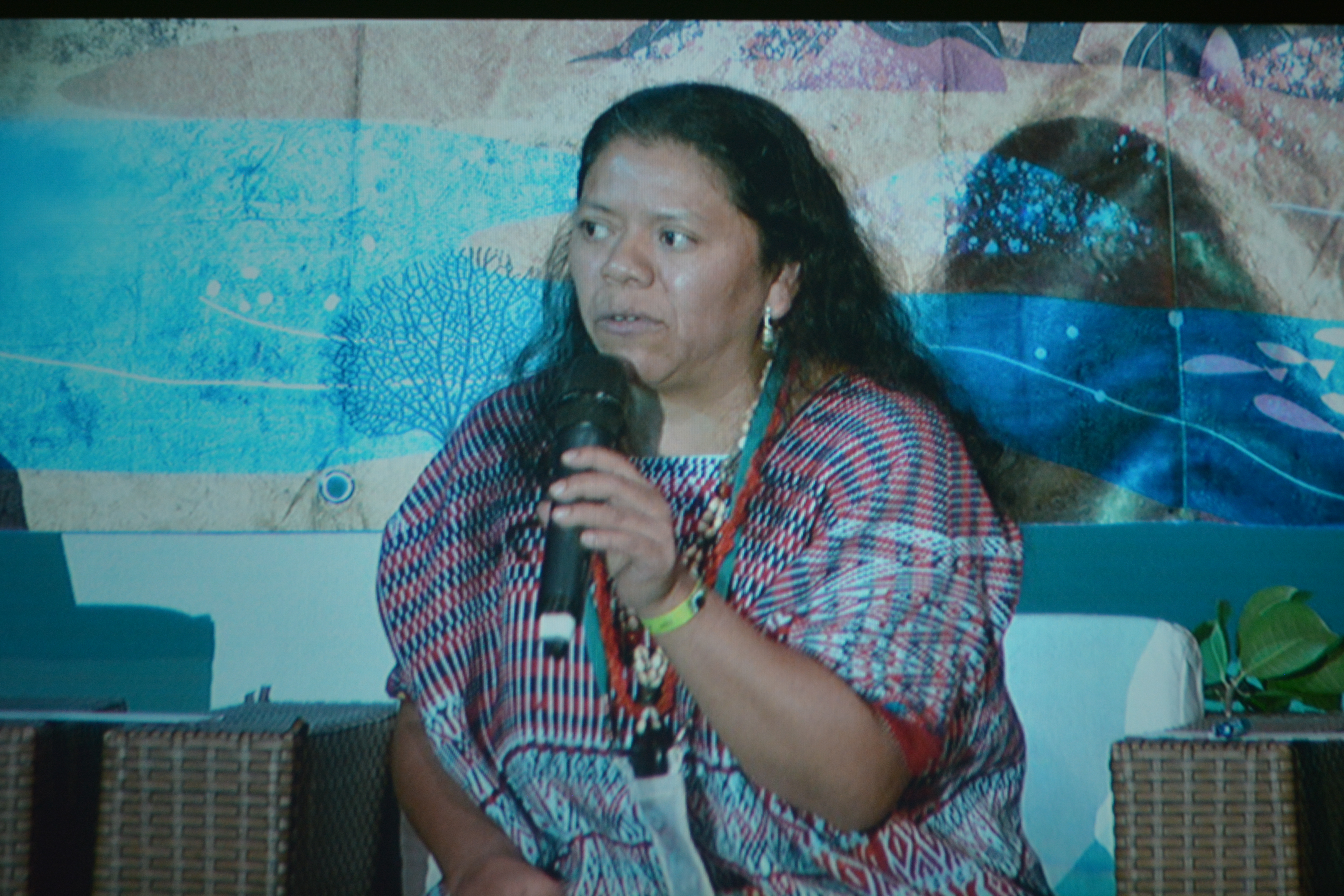
وصلت أورا لوليتا تشافيز لكسكاييك إلى نهائيات جائزة ساخاروف 2017

في أكتوبر/تشرين الأول عام 2017، أدرج البرلمان الأوروبي شافيز ضمن المرشحين الثلاثة النهائيين للحصول على جائزة ساخاروف لحقوق الإنسان.  
حصلت على جائزة إغناسيو إلاكوريا من رئيس حكومة الباسك إنيغو أوركوليو في يناير 2018 لعملها في الدفاع عن أرض شعب K'iche ضد الاستغلال. 